# Себехљеби
Себехљеби (слч. Sebechleby) насељено је мјесто са административним статусом сеоске општине (слч. obec) у округу Крупина, у Банскобистричком крају, Словачка Република.

## Становништво
| Година:    | 1994. | 2004.   | 2014.   | 2024.   |
| ---------- | ----- | ------- | ------- | ------- |
| Број људи: | 1176  | 1222    | 1192    | 1173    |
| Разлика:   |       | +3,91 % | -2,45 % | -1,59 % |

| Година:    | 2023. | 2024.   |
| ---------- | ----- | ------- |
| Број људи: | 1159  | 1173    |
| Разлика:   |       | +1,20 % |

Према подацима о броју становника из 2024. године насеље је имало 1173 становника.